# Gasega
Gasega är ett vattendrag i Burundi.   Det ligger i provinsen Cibitoke, i den nordvästra delen av landet, 50 kilometer norr om huvudstaden Bujumbura.
Omgivningarna runt Gasega är en mosaik av jordbruksmark och naturlig växtlighet. Runt Gasega är det tätbefolkat, med 319 invånare per kvadratkilometer.